# Elezioni amministrative in Italia del 1949
Le elezioni comunali del 1949 coinvolsero quei comuni italiani che erano andati in crisi dopo tre soli anni dal ristabilimento democratico, come Vercelli, Viareggio, Civita Castellana e Cattolica Eraclea.

## Elezioni comunali

### Vercelli
| Liste                                             | voti | voti (%) | seggi |
| ------------------------------------------------- | ---- | -------- | ----- |
| Democrazia Cristiana (DC)                         |      | 38,1     |       |
| Partito Comunista Italiano (PCI)                  |      | 35,5     |       |
| Partito Socialista Italiano (PSI)                 |      | 10,8     |       |
| Indipendenti di centro                            |      | 8,4      |       |
| Partito Socialista dei Lavoratori Italiani (PSLI) |      | 7,2      |       |
| Totale                                            |      |          |       |